# Skol Summer On

Cartaz promocional do evento

Skol Summer On é um festival de música eletrônica produzido pela Plus Talent, empresa brasileira (responsável por trazer o festival Tomorrowland para o Brasil) pertencente ao grupo SFX. O festival ocorreu pela primeira vez em janeiro de 2015 no Brasil, durante o verão, onde em mais de 50 horas de festa, percorreu do Nordeste ao Sul do País várias praias de cidades litorâneas, bem como Porto de Galinhas, Arraial d'Ajuda, Rio de Janeiro e Florianópolis.
O festival apresenta artistas dos mais variados gêneros da música eletrônica, do som underground aos mais comerciais, visando agradar todos os gostos possíveis. A estrutura montada para a realização do festival é grandiosa e passa dos 21 mil m², e com imensos painéis de LEDs modernizam o ambiente a beira mar.